# トマス・コネクニー
トマス・ホセ・コネクニー（Tomás José Conechny, 1998年3月30日 - ）は、アルゼンチン・チュブ州コモドーロ・リバダビア出身のサッカー選手。CDゴドイ・クルス・アントニオ・トンバ所属。ポジションはMF。

## クラブ経歴
2014年にCAサン・ロレンソ・デ・アルマグロのユースチームに入団。2016年にトップチームに昇格。同年10月17日のアルセナルFC戦でプロデビュー。
2018年7月17日、メジャーリーグサッカー (MLS)のポートランド・ティンバーズに1年間のローン移籍で加入。2019年6月27日のモントリオール・インパクト戦で移籍後初ゴールを記録。7月22日にティンバーズへの完全移籍が発表された。
2021年4月2日、デポルティーボ・マルドナドに移籍した。
2021年12月、クラブ・アルマグロへの移籍が発表された。

## 代表歴
プロデビュー前の2015年に、U-17のアルゼンチン代表に招集。南米U-17選手権に出場し、3位入賞。FIFA U-17ワールドカップに出場した、2017年にはU-20代表で南米ユース選手権に出場。FIFA U-20ワールドカップにも出場した。

## 人物
- CAサン・ロレンソ・デ・アルマグロのユースチームに所属していた2015年4月、ホテルでチームメイトとテレビゲームをしていた際、興奮してホテルの3階ベランダから転落する事故を起こし、両足を負傷したが、一命は取り止めた[6]。
- 2015年10月、イギリスの有力紙ガーディアンに、堂安律らと共に『将来有望な選手50人』に選出された[7]。
- チェコにルーツを持つ。